# Puna d'Atacama

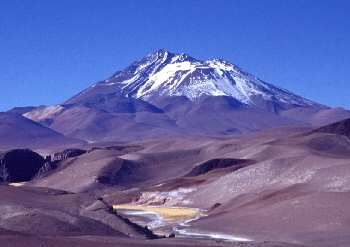
Amb 6.739 m, el volcà Llullaillaco és el cim més alt de la puna d'Atacama

La puna d'Atacama és un altiplà desèrtic a gairebé 4.500 msnm i que té una superfície d'uns 180.000 km², i presenta serralades de poca prominència però de gran altitud sobre el nivell del mar; es troba a la zona dels Andes i està compartida entre Argentina (85%) i Xile (15%).

## Geografia

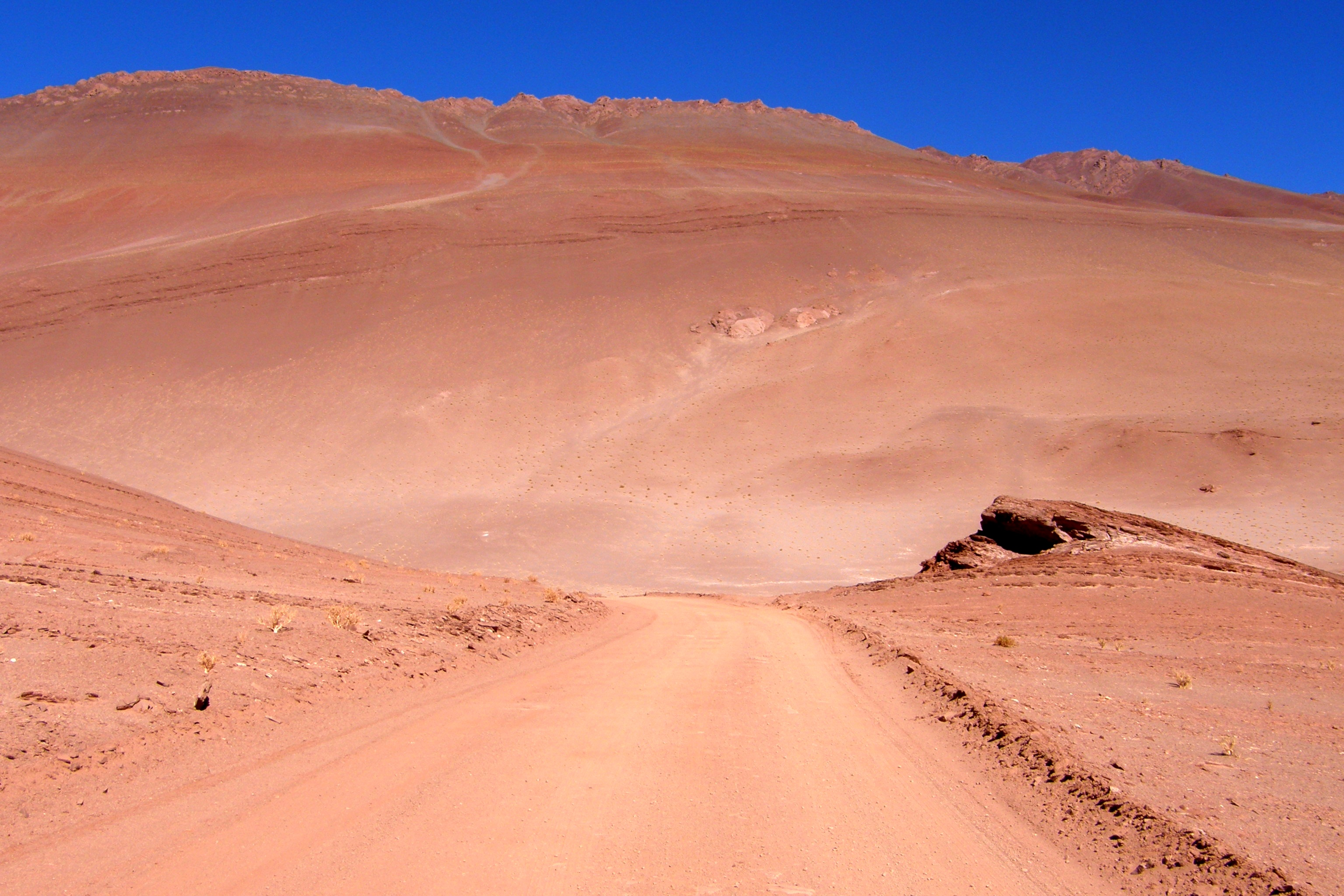
Desert a la puna d'Atacama, Argentina; foto presa des de la ruta provincial salteña 27 cap a Tolar Grande

La puna d'Atacama es troba en un desert de gran aridesa que és la continuació del desert d'Atacama; els cursos d'aigua de la puna d'Atacama no arriben al mar, excepte el riu Loa, que desemboca a l'oceà Pacífic. La puna d'Atacama té zones habitables per sota dels 3.000 msnm, i estan ecològicament relacionades amb altres zones properes del nord-oest de l'Argentina i l'altiplà bolivià, de condicions similars, formant l'ecosistema de la puna seca o "salada".
El relleu és molt divers i generalment ondulat, s'hi troben altiplans que configuren conques endorreiques amb llacs i llacunes (gairebé tots salins o alcalins) i extensos saladars com el del Salar d'Atacama, Antofalla, Pocitos, Pastos Grandes, Arizaro, d'Incahuasi i Hombre Muerto, així com estretes quebradas i petites valls anomenades vegas.
De nord a sud i d'est a oest, els plegaments andins més importants són: la serra del Cobre, la serra de los Pastos Grandes, serra de Cachi (on hi ha el Nevado de Cachi de 6.380 m), el volcà Incahuasi (6.638 msnm), el cerro Diamante (5.337 msnm) i la serralada dels cerros Toconquis amb el cerro Galán (6.600 msnm).

## Geologia
La puna és un extens altiplà d'origen precambrià, coberta per sediments paleozoics i mesozoics. El plegament andí la va fracturar aixecant-la des del seu nivell primitiu. El sector occidental de la puna té grans vessaments de lava i basalts procedents de grans volcans actualment inactius. Al sud de la puna d'Atacama, concretament en el departament d'Antofagasta de la Sierra, s'evidencia l'antiga intensa activitat volcànica en el lloc anomenat Campo de Piedra Pómez.

## Flora natural
Hi predominen espècies xeròfiles adaptades també a sòls pobres en matèria orgànica i salnitrosos. Entre els arbres, es troben alguns relictes de queñoa i churquis abans molt més extensos i actualment molt afectats per l'activitat humana des del Neolític. Són més abundosos els arbustos com la yareta (Azorella compacta), que arriba a viure 2.000 anys, i especialment l'arbust de les ramnàcies anomenat tola (arbust), així com grans cactus de l'espècie popularment anomenada cardón (Echinopsis atacamensis).

### Oasis de peu de muntanya

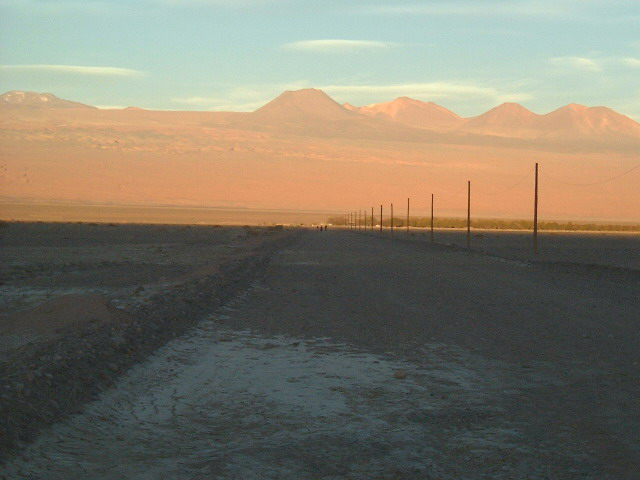
Puna d'Atacama

Existeixen oasis al peu de la puna, per sota dels 2.500 msnm, i estan vinculats amb aqüífers d'aigua dolça que davallen de la serralada i afloren en els saladars o en els febles cursos d'aigua del desert.
La vegetació canvia abruptament amb l'altitud. La vegetació és gairebé absent en els 4.500 msnm —sota els quals creixen plantes encoixinades— i cap als 4.200 msnm s'inicia un estrat de vegetació de pastures d'altura dels gèneres Stipa i Festuca, fins als 3.800 msnm. Després, cap als 3.000 m, hi ha una rica i variada coberta de cactàcies i arbusts dels gèneres Baccharis, Chuquiraga, Parastrephia, Adesmia, Fabiana, Acantholippia (Villagrán et al. 1981), i es va aclarint fins als 2.700 msnm, on domina el desert absolut, que arriba al mar. Les quebradas altes es cobreixen de plantes efímeres després de les pluges estivals. El paisatge desèrtic sota els 2.700 msnm està interromput per pocs oasis i vegas, on dominen les bosquines de Prosopis chilensis, queñoa, churqui, alpataco i en menor mesura chañar (Geoffroea decorticans); hi són força freqüents les cactàcies.
A les llacunes altes molt alcalines i en els gèisers (anomenats localment huaicos) existeixen organismes extremòfils, com les algues que, vinculades a formacions calcàries, generen alguns dels pocs estromatòlits vivents, per exemple a la llacuna Socompa (5), a 4.000 msnm, i prop de Tolar Grande.

## Clima

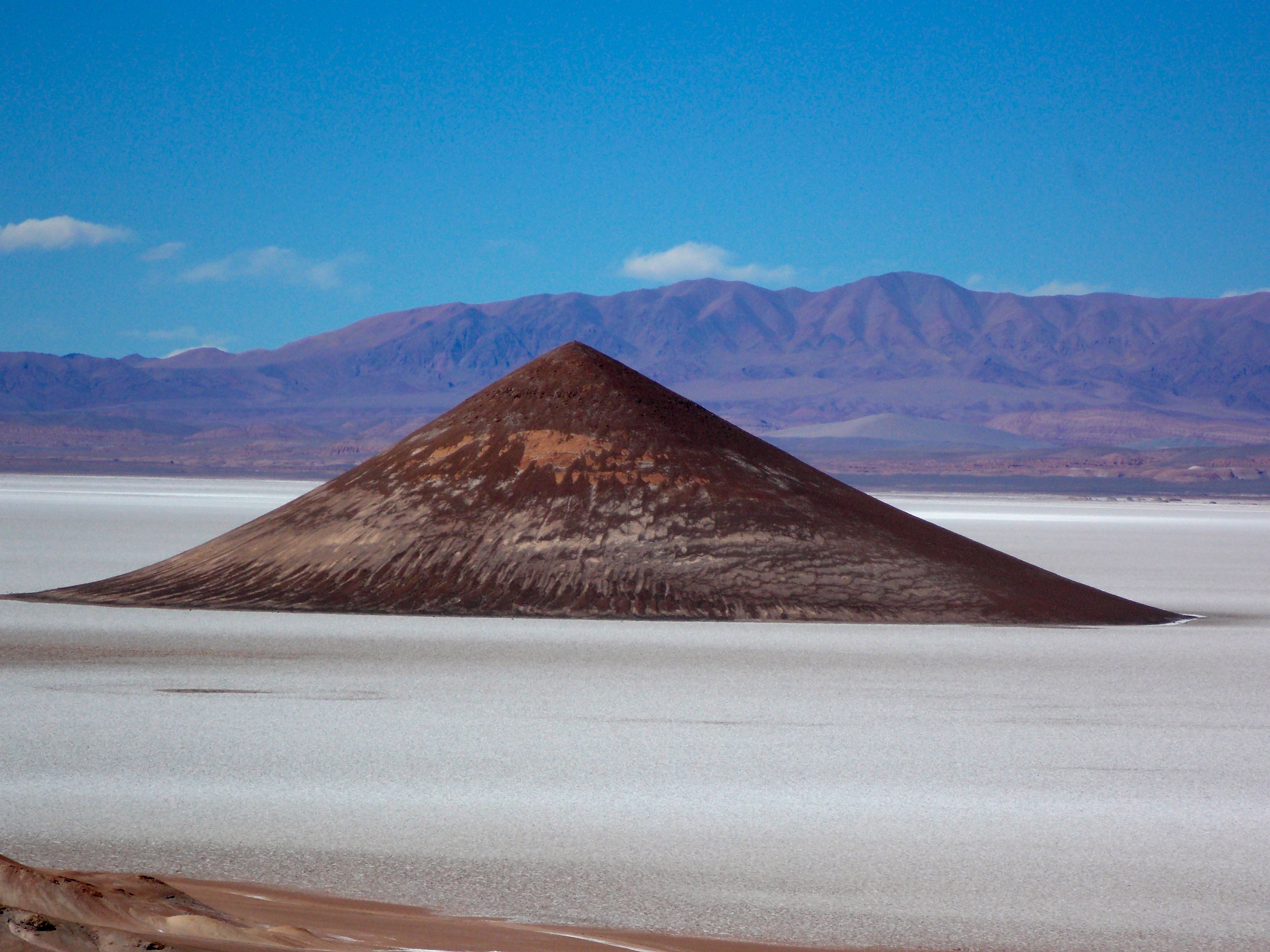
Con d'Arita al salar d'Arizaro, província de Salta, Argentina

El clima és continental d'altitud, amb grans amplituds tèrmiques entre el dia i la nit. La puna d'Atacama és molt seca, amb un baix percentatge d'humitat atmosfèrica. Les precipitacions són molt escasses per l'efecte de l'ombra pluviomètrica. A l'hivern, hi poden haver vents blancs a causa del moviment de la neu.

### Fauna
Entre les espècies d'animals, destaquen les vicunyes (Vicugna vicugna), l'alpaca i la llama. Rarament es pot trobar el cérvol anomenat taruca (Hippocamelus antisensis); entre els rosegadors la xinxilla i entre les aus el còndor andí (Vultur gryphus), i el gautxo (Agriornis microptera), a les llacunes molt alcalines abunden els flamencs rosats (anomenats localment parinas). Els predadors principals són felins, el puma (Felis concolor), el gat fer o quispa michi (Felis jacobita), el gat andí i Felis colocolo en menor mesura, i algunes guineus dels Andes.

## Litigi de la puna d'Atacama

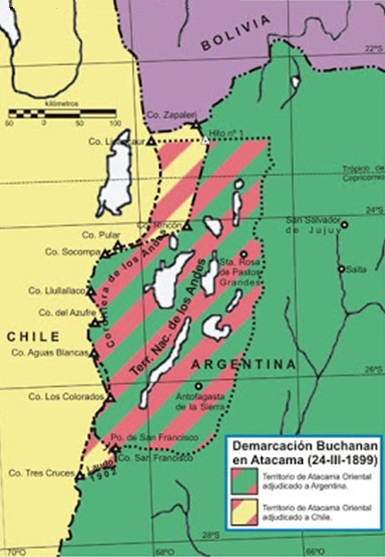

El litigi de la puna d'Atacama va ser una disputa per límits fronterers sostinguda entre Xile, Bolívia i Argentina al segle xix, pel territori anomenat puna d'Atacama, fronterer entre tots tres països; l'any 1890, Bolívia renuncià a tota pretensió a la puna d'Atacama.